# ماتریکس سافت‌ور
ماتریکس سافت‌ور (انگلیسی: Matrix Software) شرکت بازی ویدئویی ژاپنی است، که در سال ۱۹۹۴ تأسیس شد.